# Sainte-Agnès (Jura)
Sainte-Agnès' is een plaats en voormalige gemeente in het Franse departement Jura in de regio Bourgogne-Franche-Comté en telt 287 inwoners (1999). De plaats maakt deel uit van het arrondissement Lons-le-Saunier.

## Geschiedenis
Op 1 januari 2025 werd de gemeente opgeheven en werd Sainte-Agnès opgenomen in de in 2017 gevormde commune nouvelle Val-Sonnette.

## Geografie
De oppervlakte van Sainte-Agnès bedraagt 4,1 km², de bevolkingsdichtheid is 70,0 inwoners per km².
De onderstaande kaart toont de ligging van Sainte-Agnès (Jura) met de belangrijkste infrastructuur en aangrenzende gemeenten.

## Demografie
Onderstaande figuur toont het verloop van het inwonertal.
Bonnaud · Grusse · Sainte-Agnès · Vercia · Vincelles